# Матондо, Рюди
Рюди́ Нзингула́ Матондо́ (фр. Rudy Nzingoula Matondo; родился 13 марта 2008, Эври-Куркурон, Эсон, Франция) — французский футболист, полузащитник клуба «Осер».

## Клубная карьера
Воспитанник академии «Гриньи Футбол», в 2023 году Матондо присоединился к «Осеру». 6 апреля 2025 года дебютировал за основную команду клуба, выйдя на замену в матче Лиги 1 против «Ренна».

## Карьера в сборной
Выступал за сборные Франции до 16 и до 17 лет.